# Aerodramus
Aerodramus (лат.) — род птиц из семейства стрижиных. Ранее включался в род саланган (Collocalia).
Оседлые птицы. Населяют Юго-Восточную Азию, острова Малайского архипелага, Новую Гвинею, острова Океании и Индийского океана, северо-восток Австралии.
В отличие от также обитающих в пещерах стрижей родов Collocalia и Hydrochous, Aerodramus используют для передвижения эхолокацию.
Гнёзда некоторых птиц рода, таких как саланганы-водорослееда и черногнёздной саланганы, известны в китайской кухне как «ласточкины гнёзда», и являются популярным деликатесом.

## Классификация
В род включают 25 видов:
- Aerodramus elaphrus (Oberholser, 1906)
- Aerodramus francicus (Gmelin, 1789) — Маврикийская салангана[2]
- Aerodramus unicolor (Jerdon, 1840)
- Aerodramus mearnsi (Oberholser, 1912)
- Aerodramus infuscatus (Salvadori, 1880)
- Aerodramus hirundinaceus (Stresemann, 1914) — Ласточковая салангана
- Aerodramus spodiopygius (Peale, 1849) — Белогузая салангана[2]
- Aerodramus terraereginae (Ramsay, 1875)
- Aerodramus brevirostris (Horsfield, 1840) — Гималайская салангана
- Aerodramus vulcanorum (Stresemann, 1926)
- Aerodramus whiteheadi (Ogilvie-Grant, 1895) — Филиппинская салангана
- Aerodramus nuditarsus (Salomonsen, 1962)
- Aerodramus orientalis (Mayr, 1935)
- Aerodramus salangana (Streubel, 1848)
- Aerodramus vanikorensis (Quoy & Gaimard, 1832) — Серая салангана
- Aerodramus amelis (Oberholser, 1906)
- Aerodramus pelewensis (Mayr, 1935)
- Aerodramus bartschi (Mearns, 1909)
- Aerodramus inquietus (Kittlitz, 1858) — Каролинская салангана[2]
- Aerodramus leucophaeus (Peale, 1849) — Таитянская салангана
- Aerodramus sawtelli (Holyoak, 1974)
- Aerodramus ocistus (Oberholser, 1906)
- Aerodramus maximus (Hume, 1878) — Черногнёздная салангана
- Aerodramus fuciphagus (Thunberg, 1812) — Салангана-водорослеед, или водорослевая салангана[3]
- Aerodramus papuensis (Rand, 1941)

Иногда все виды этого рода рассматриваются в составе рода Collocalia.